# Château du Grand Daubeuf
Le château du Grand Daubeuf est une demeure du XVIIe siècle qui se dresse sur le territoire de la commune française de Daubeuf-Serville, dans le département de la Seine-Maritime, en région Normandie.
Le château, propriété privée, est partiellement protégé au titre des monuments historiques.

## Localisation
Le château est situé sur la commune de Daubeuf-Serville, dans le département français de la Seine-Maritime.

## Historique
Le château, de style Louis XIII, parfois attribué à François Mansart, a été bâti en 1629 pour Charles Albert d'Auber, gentilhomme de la chambre du roi et Louise de Prie et son épouse Louise de Prie. Le fief de Daubeuf était depuis le XIIIe siècle la possession de la Famille Aubert, et dont Charles Albert, seigneur de Daubeuf et de Vertot, gentilhomme ordinaire de la chambre du roi Louis XIII, était un descendant.
En 1732, le château passe par alliance à Charles de Manneville, gouverneur de Dieppe, en 1754 au comte René de Colbert-Maulévrier, puis au marquis Charles David Godefroy de Senneville, conseiller au Parlement de Normandie et par succession au marquis d'Aligre, chambellan du roi de Naples, sous l'Empire. Sous la Restauration, il entre par héritage dans la famille de Pomereu. La décoration intérieure a été renouvelée au XVIIIe siècle.
En 1998, le château était la possession du marquis de Pomereu. Il fut cédé en 2014 à Jérémie et Guyonne Delecourt.

## Protection
Au titre des monuments historiques :
- l'enclos ; les éléments subsistants de la composition d'ensemble et des aménagements de jardins ; l'avenue sud-ouest ainsi que les écuries sont inscrits par arrêté du 12 avril 1994 ;
- le château ; le portail monumental et clôture ; l'ensemble des éléments bâtis du parc, à l'exception du bassin sont classés par arrêté du 3 novembre 1997.